# Massegast
De Massegast is een steeg in het centrum van de Nederlandse stad Utrecht. De circa 70 meter lange steeg is gelegen tussen de Steenweg en de Oudegracht.
De naam, oorspronkelijk Mersegasse, komt mogelijk van het Middelnederlandse merse (koopwaar) en gasse (steeg). Ten tijde van de middeleeuwse handelswijk Stathe lag de bebouwing vermoedelijk ter hoogte van de Steenweg. Richting de glooiende oever liepen paadjes en de Massegast is daar een overblijfsel van.
Vanaf de hoge middeleeuwen bevond zich in de Massegast het Schoonhuis. Het vormde de zetel voor de bijeenkomsten van de Utrechtse raden. In 1537 verhuisden de Utrechtse raadsleden naar het nabijgelegen huis Lichtenberg, vandaag de dag onderdeel van het Utrechtse stadhuis. Het modemagazijn Gebr. Gerzon en Vroom & Dreesmann plaatsten rond de jaren 1910 nieuwbouw in een deel van de steeg.